# Chronologie d'Andorre
Cette chronologie de l'Histoire d'Andorre nous donne les clés pour mieux comprendre l'histoire d'Andorre, l'histoire des peuples qui ont vécu ou vivent dans l'actuelle Andorre.

## Préhistoire
- Xe millénaire av. J.-C. : premières traces d'occupation humaine en Andorre sur le site de la Balma de la Margineda[1].
- Ve millénaire av. J.-C. : plus ancien squelette humain retrouvé sur le territoire andorran (tombe de Segudet)[2].

## Antiquité
- IIe siècle av. J.-C. : les « habitants des Vallées » sont mentionnés pour la première fois dans un texte de l'historien grec Polybe. Celui-ci décrit le passage d'Hannibal Barca dans les Pyrénées et fait référence à l'opposition des tribus des Andosins (Andosini) contre ce dernier[3].
- Ve siècle : conquête de l'Andorre par les wisigoths[3].

## Moyen Âge
- 839 : Acte de consécration de la cathédrale de La Seu d'Urgell dans lequel les six paroisses historiques de l'Andorre sont citées. Celles-ci sont rattachées au comté d'Urgell[3].
- 1278 : Premier paréage (pariatge), partageant la souveraineté d'Andorre entre les deux seigneurs, Monseigneur Pere d'Urtx et Roger-Bernard III de Foix, qui deviennent coprinces d'Andorre.
- 1419 : fondation du Conseil de la Terre (Consell de la Terra) qui deviendra par la suite le Conseil général et constitue l'un des plus anciens parlements d'Europe.

## XVIIIesiècle
- 1748 : Antoni Fiter i Rossell, un docteur en droit originaire d'Ordino, publie le Manual Digest, dans lequel il consigne toutes les traditions andorranes[4].

## XIXesiècle
- 1866 : l'Andorre adopte son drapeau actuel.

## XXesiècle
- 17 juin 1933 : suffrage universel masculin.
- 1934 : construction de la première station de sports d'hiver.
- 6 juillet 1934 : Boris Skossyreff se proclame roi d'Andorre, avant d'être destitué le 14 juillet.
- 14 avril 1970 : obtention du droit de vote pour les femmes[5].
- 14 juin 1978 : création de la paroisse d'Escaldes-Engordany par division de celle d'Andorre-la-Vieille[6].
- 4 mai 1993 : entrée en vigueur de la Constitution d'Andorre[7].
- 28 juillet 1993 : l'Andorre devient membre de l'ONU[8].
- 10 novembre 1994 : l'Andorre devient membre du Conseil de l'Europe[9].